# Dezful
Dezful (perzsa nyelven: دزفول) város Huzesztán tartományban, Délnyugat-Iránban.

## Fekvése
Andimesk közelében, a Zagrosz hegység lábánál, a Dez folyó mellett  fekvő település.

## Története
A város neve Dezful magyarul megerősített hidat jelent. A város eredeti neve Dezjpol (Dezj=erőd + Pol=híd) volt, de miután az arabok meghódították a területet, Dezfulnak nevezték el a kiejtés miatt.
A város egykor a Szászánida Birodalom szellemi központja volt. Legrégebbi egyeteme az Academy of Gundishapur.
A város híressége a Dez folyón átívelő 22 lyukú híd, melyet még a szászánida korban építtettek római hadifoglyokkal, a római hadsereg veresége után, I. Sápúr szászánida király idejében.

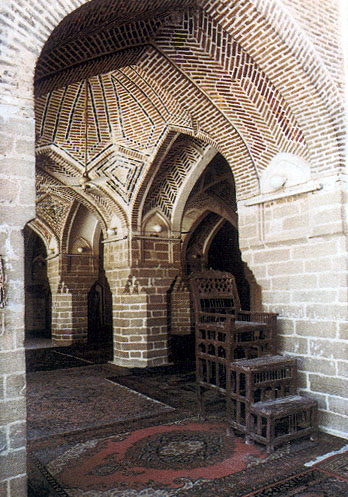

A  régi városrész mellett áll a Qaleh erőd is, melyet egykor a város védelmére építettek. A híd közelében a folyón több régi vízimalom is áll még. Sokat közülük még a 20. század közepén is használtak.